# Carlos Von Plessing Baentsch
Carlos Von Plessing Baentsch (Temuco, 4 de octubre de 1924-Concepción, 3 de agosto de 2001) fue un químico-farmacéutico y educador chileno. 
Colaboró con las bases de las facultades de Ciencias Químicas y Farmacia de la Universidad de Concepción.
Se casó con Maria Tatiana Rossel Pucheu, con quien tuvo ocho hijos. Estudió en la éntonces denominada Escuela de Química y Farmacia de la Universidad de Concepción (actuales facultades de Ciencias Químicas y Farmacia).
Entre sus títulos profesionales se cuenta el de químico-farmacéutico, obtenido en la Universidad de Chile en 1949.

## Cargos que ocupó
Su carrera como químico-farmacéutico llegó no sólo a niveles regionales, sino que a naciones e incluso internacionales.
En la Universidad de Concepción fue donde concretó de mayor manera su carrera profesional. Entre los cargos que ocupó destacan:
- Funciones académicas varias en la Facultad de Farmacia desde 1948
- Profesor de Operaciones Unitarias Farmacéuticas de la misma facultad.
- Decano de la Facultad de Farmacia desde 1964
- Director de la misma hasta 1972
- Organizador y Director de la Escuela de Graduados de la Universidad de Concepción desde 1974.

Además fue el último rector electo por triestamentalidad en 1972, dirigiendo la UdeC desde enero de 1973 hasta octubre del mismo año. Volvió a ejercer el mismo cargo ,como rector-delegado desde 1987 a 1990.
Entre otros cargos que desempeñó, fuera de la Universidad de Concepción, destacan el haber sido Presidente del Consejo Regional de Concepción del Colegio de Químico-Farmacéuticos de Chile, durante 1956.

## Distinciones
Entre las distinciones que recibió Von Plessing destacan el haber sido miembro Honorario del Consejo General del Colegio de Químico-Farmacéuticos de Chile, en 1973. Además, en el transcurso de sus estudios universitarios, obtuvo los premios Alcibiades Santa Cruz y Laboratorio Chile.
| Predecesor: Edgardo Enríquez Frödden      | Rector de la Universidad de Concepción enero de 1973–octubre de 1973 | Sucesor: Guillermo González Bastias |
| Predecesor: Guillermo Clericus Etchegoyen | Rector de la Universidad de Concepción 1987–1990                     | Sucesor: Augusto Parra Muñoz        |

- Datos: Q5752111